# Soneto 24
| «» Soneto 24 |
| --- |
| Mine eye hath play'd the painter and hath steel'd, Thy beauty's form in table of my heart; My body is the frame wherein 'tis held, And perspective it is best painter's art. For through the painter must you see his skill, To find where your true image pictur'd lies, Which in my bosom's shop is hanging still, That hath his windows glazed with thine eyes. Now see what good turns eyes for eyes have done: Mine eyes have drawn thy shape, and thine for me Are windows to my breast, where-through the sun Delights to peep, to gaze therein on thee; Yet eyes this cunning want to grace their art, They draw but what they see, know not the heart. |
| –William Shakespeare |

Soneto 24 foi escrito por William Shakespeare e faz parte dos seus 154 sonetos. Utiliza o conceito renascentista de olho e coração.

## Traduções
Na tradução de Thereza Christina Rocque da Motta,
Meus olhos brincaram de pintar-te, e lançaram
A forma de tua beleza sobre a tela do meu coração;
Meu corpo é a moldura onde está contida,
E a perspectiva é a melhor arte do pintor;
Pois através do artista deves constatar seu talento
Para perceber onde está tua verdadeira imagem retratada,
Que, no espaço dentro do peito ainda está dependurada,
Onde teus olhos são janelas lustradas.
Agora vê que bem fizeram mudar de olhos:
Os meus desenharam a tua forma, e os teus para mim
São as janelas em meu peito, por onde o sol
Deleita-se em admirar, vendo-te dentro de mim.
Embora os olhos queiram exibir a sua arte –
Pintam só o que vêem, sem conhecer o coração.